# W.F. Engelbreth
Wolf Frederik Engelbreth (11. april 1771 i Korsør–22. maj 1862 i Lille Heddinge) var en dansk præst.
Efter i sit 19. år at have taget teologisk embedseksamen, tilbragte han fem år i udlandet, særlig i Göttingen og i Rom, hvor han under Georg Zoëgas vejledning studerede koptisk i tekstkritisk interesse. Som præst, senere (1798) provst, i Lyderslev og Frøslev fortsatte han sine lærde studier, men deltog også i det kirkelige liv, stod således på Grundtvigs side i kampen mod H.N. Clausen, men var ellers på det nærmeste, både ved åndsretning og personligt venskabsforhold, knyttet til biskop Mynster. Ved sit 50 års jubilæum som præst blev han som "Danmarks lærdeste Præst" hædret med den teologiske doktorgrad.
Han blev Ridder af Dannebrog 1817 og Dannebrogsmand 1845.
Hans datter Conradine blev den 7. august 1829 gift med H.C. Rørdam.